# Scopula hypochra
Scopula hypochra är en fjärilsart som beskrevs av Edward Meyrick 1888. Scopula hypochra ingår i släktet Scopula och familjen mätare. Inga underarter finns listade.